# علیرضا نوای باغبان
علیرضا نوای باغبان (زادهٔ ۱۳۴۰ در تبریز) معروف به علی باغبان سیاست‌مدار ایرانی، عضو دوره چهارم و ششم شورای اسلامی شهر تبریز و عضو سپاه پاسداران انقلاب اسلامی و فرمانده پیشین بسیج سپاه آذربایجان شرقی است.
در دوره ششم شورای اسلامی شهر تبریز وی با ۱۹ هزار و ۳۶۳ رای و در ردهٔ یازدهم به شورای شهر تبریز راه یافت.

## جنجال سیلی‌زدن
در اسفند ۱۴۰۱ یک درگیری فیزیکی در شورای شهر علیرضا نوای باغبان را به رسانه‌ها کشاند. مدیر پایگاه خبری بی‌تعارف جواد آقاجان‌نژاد که به دنبال پیگیری یکی از مسائل شهری بود از وی سیلی خورد، موبایلش توقیف شد و برای چند ساعت بازداشت گردید. رسول برگی رئیس شورای شهر تبریز سیلی زدن علیرضا نوای باغبان را غیر قابل قبول قبول دانست!